# دونا هاردي
دونا هاردي (بالإنجليزية: Dona Hardy)‏ هي ممثلة أمريكية، ولدت في 3 ديسمبر 1912، وتوفيت في 13 فبراير 2011.

## وصلات خارجية
- دونا هاردي على موقع IMDb (الإنجليزية)
- دونا هاردي على موقع قاعدة بيانات الفيلم (الإنجليزية)